# Neckargemünd
Neckargemünd település Németországban, azon belül Baden-Württembergben. Lakosainak száma 13 629 fő (2023. december 31.). Neckargemünd Schönau, Schönbrunn és Lobbach községekkel határos.

## Népesség
A település népessége az elmúlt években az alábbi módon változott:
| Lakosok száma | 10 209 | 12 108 | 12 940 | 14 362 | 13 699 | 14 609 | 14 171 | 14 032 | 13 164 | 13 629 |
|               | 1961   | 1968   | 1974   | 1981   | 1987   | 1994   | 2000   | 2007   | 2013   | 2023   |